# Sturla Brandth Grøvlen
Sturla Brandth Grøvlen, né à Trondheim (Norvège) le 11 mars 1980, est un directeur de la photographie norvégien.

## Filmographie partielle

### Au cinéma

#### Longs métrages
- 2014 : The Agreement de Karen Stokkendal Poulsen (documentaire)
- 2014 : Un enfant dans la tête (I Am Here)
- 2015 : Victoria de Sebastian Schipper
- 2015 : Béliers (Hrútar) de Grímur Hákonarson
- 2016 : Shelley de Ali Abbasi
- 2016 : Heartstone de Guðmundur Arnar Guðmundsson
- 2017 : The Discovery de Charlie McDowell
- 2018 : Before the Frost de Michael Noer
- 2020 : Drunk (Druk) de Thomas Vinterberg
- 2020 : Shirley de Josephine Decker
- 2020 : Wendy de Benh Zeitlin
- 2021 : The Innocents de Eskil Vogt
- 2022 : Les Belles Créatures (Berdreymi) de Guðmundur Arnar Guðmundsson

#### Courts métrages
- 2009 : The Gentlemen
- 2010 : Stefan
- 2010 : Venus
- 2011 : Før stormen
- 2011 : Karim
- 2011 : M for Markus
- 2012 : Turbo
- 2012 : Ung for evigt
- 2012 : Touch of Magic
- 2013 : Et Dukkehjem
- 2014 : Lubich & Davidsen (vidéo)
- 2014 : Ártún

### Pour la télévision
- 2015 : Kunstnerens Lærling (série télévisée)

## Récompenses et distinctions
- 2015 : Ours d'argent de la meilleure contribution artistique pour Victoria de Sebastian Schipper (ex aequo avec Evgeniy Privin et Sergey Mikhalchuk pour Under Electric Clouds)
- 2015 : Meilleure photographie pour Victoria à la 64e cérémonie du Deutscher Filmpreis.